# 장항버스공용정류장
장항버스공용정류장은 충청남도 서천군 장항읍 장서로 78(창선2리 333-18)에 위치한 시외버스및 농어촌버스 터미널이다.
2017년에 건물이 신축되어 기존에 있던 건물은 철거되었다.
이전에 사용되던 건물은 지상 2층의 건물로, 예전에는 1층엔 매표소와 매점, 2층엔 다방이 자리잡고 있었으나 현재는 지상 2층의 건물이 모두 비어 있는 상태였다.
예전에는 장항읍을 기점으로 서천군내버스가 모두 터미널 안에서 출발하였고, 군산시내버스 71번과 장항에서 군산으로 넘어가는 군내버스도 1시간 간격으로 일정하게 운영하였으나 장항 종점이 변경되었고 그나마 운행하던 장항 출발 서천군내버스도 운행을 중단하게 되면서 지금은 군산으로 넘어가는 군산시내버스 71번 외에는 어떤 시내버스및 농어촌버스도 찾아볼수 없으며, 여기에 2004년부터 재산권 분쟁까지 발생해 운영자가 바뀌었음에도 불구하고 결국 매표업무를 하는 사람도 나타나지 않아 오로지 시외버스도 현금승차만 가능하며, 사실상 터미널은 화장실 외에는 제 기능을 상실했다. 2011년 기준 하루에 약 100여명이 이용하는 것으로 알려지고 있다.

## 운행 노선

### 시외버스
| 방면        | 행선지 |
| ----------- | --- |
| 수도권 방면 | 서울남부, 성남 |
| 충청권 방면 | 공주, 광천, 내포시, 논산, 대전, 대천해수욕장, 보령, 부여, 서대전, 서천, 신례원, 신창, 양정, 연무대, 연산, 예산, 아산(온양), 천안, 홍산, 홍성 |
| 호남권 방면 | 군산, 대야, 익산, 전주 |

### 시내버스
- 71번 : 군산대-장항터미널 (1시간 간격(매 시간 정각 출발)으로 운행)